# Тшебуховская, Агата
Ага́та Тшебухо́вская (пол. Agata Trzebuchowska; род. 1992) — польская актриса, исполнительница главной роли в фильме «Ида», удостоенного премии «Оскар» за лучший фильм на иностранном языке в 2015 году.

## Биография
Тшебуховская попала в кино случайно, она училась в университете, изучала искусство, литературу и философию. В варшавском кафе её заметила Малгожата Шумовская и представила режиссёру Павлу Павликовскому, который испытывал большие сложности с поиском актрисы на главную роль в своём новом фильме «Ида». Тшебуховская, которую актёрская профессия не интересовала, после долгих уговоров согласилась сниматься, поскольку была поклонницей другой работы режиссёра — фильма «Моё лето любви». Образ, который Агата воплотила на экране, был полной её противоположностью — она сыграла послушницу монастыря, которая накануне пострига узнает о своём еврейском происхождении и о том, что её родители стали жертвами Холокоста.
Картина имела большой успех у критиков, вершиной которого стала премия «Оскар» за лучший фильм на иностранном языке, полученная в 2015 году. Актёрское исполнение Тшебуховской также было отмечено несколькими премиями и номинациями. Актриса-дебютантка была номинирована на премию Европейской киноакадемии лучшей актрисе, на национальную польскую кинопремию «Орлы» за лучший дебют, а также была удостоена наград нескольких кинофестивалей.
После своего успешного дебюта Тшебуховская не стала продолжать актёрскую карьеру. Хотя роль в «Иде» она назвала ценным опытом, профессия актрисы её не заинтересовала, но Тшебуховская не исключает своего возвращения в кино в качестве режиссёра.